# Hugues de Gercé
Hugues de Gercé (en italien : Ugo di Gircea ou Ugo di Jersey ; né vers 1050 - † 1075) est un chevalier de la seconde moitié du XIe siècle, gendre et lieutenant de Roger de Hauteville lors de la conquête normande de l'Italie du Sud et de l'émirat de Sicile.

## Biographie
Hugues de Gercé (Hugo de Gircaea en latin) est un Manceau (praeclari generis a Cenomanensi provincia erat) appartenant à une très noble famille du comté du Maine selon l'historien sicilien Michele Amari : Gercé (Gircaea) vient peut-être de Jarzé, ville située dans l'actuel département de Maine-et-Loire.
Arrivé en Italie méridionale à une date inconnue, il reçoit de la part de Roger de Hauteville, 1er comte normand de Sicile, la cité de Catane en fief.
Il guerroie en Sicile contre les forces musulmanes de l'émir Ibn Abbad aux côtés du comte Roger de Sicile, son beau-père depuis qu'il aurait épousé l'une de ses filles prénommée Flandrina, ainsi qu'aux côtés de Jourdain, fils aîné de Roger.
En 1075, à cause d'une erreur tactique de sa part (il n'avait pas suivi les conseils de Roger, rappelé sur le continent, qui lui avait déconseillé de faire le siège de Catane) et de son désir de gloire, il est battu avec Jourdain par Ibn Abbad : Hugues trouve la mort dans la bataille tandis que Jourdain parvient de justesse à s'échapper.
Furieux de sa mort, Roger reviendra en Sicile et mettra à sac le Val di Noto, détruisant les récoltes et massacrant la population ; les hommes seront passés au fil de l'épée tandis que les femmes capturées seront vendues comme esclaves.

## Sources
- (la) Gaufridi Malaterrae De rebus gestis Rogerii Calabriae et Siciliae comitis et Roberti Guiscardi ducis fratris eius , 1099.
- (it) Michele Amari, Storia dei Musulmani di Sicilia , Le Monnier, 1868.